# Traubige Graslilie
Die Traubige Graslilie (Anthericum liliago) oder Astlose Graslilie oder Große Graslilie ist eine Pflanzenart aus der Familie der Spargelgewächse (Asparagaceae).

## Beschreibung

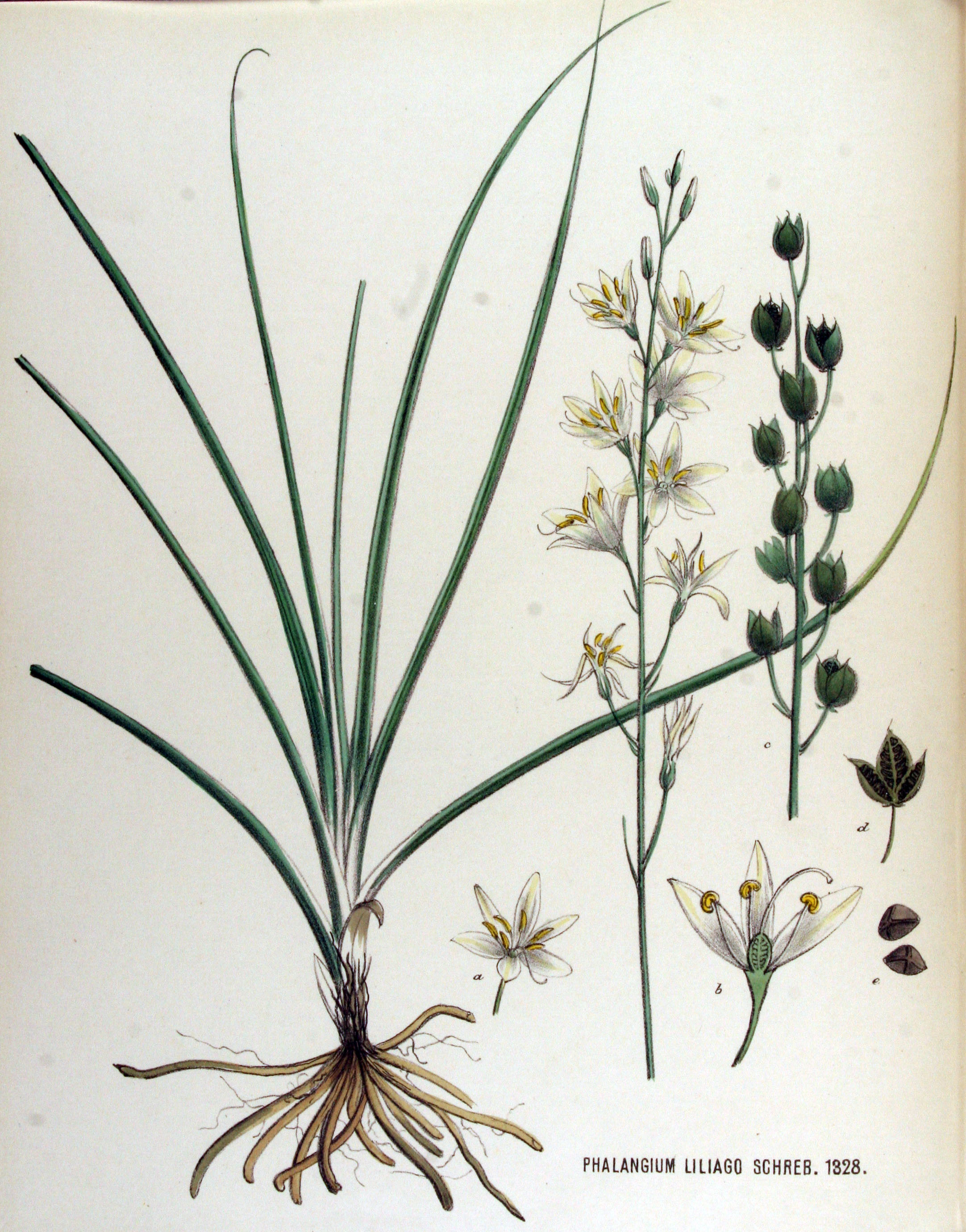
Illustration aus der Flora Batava

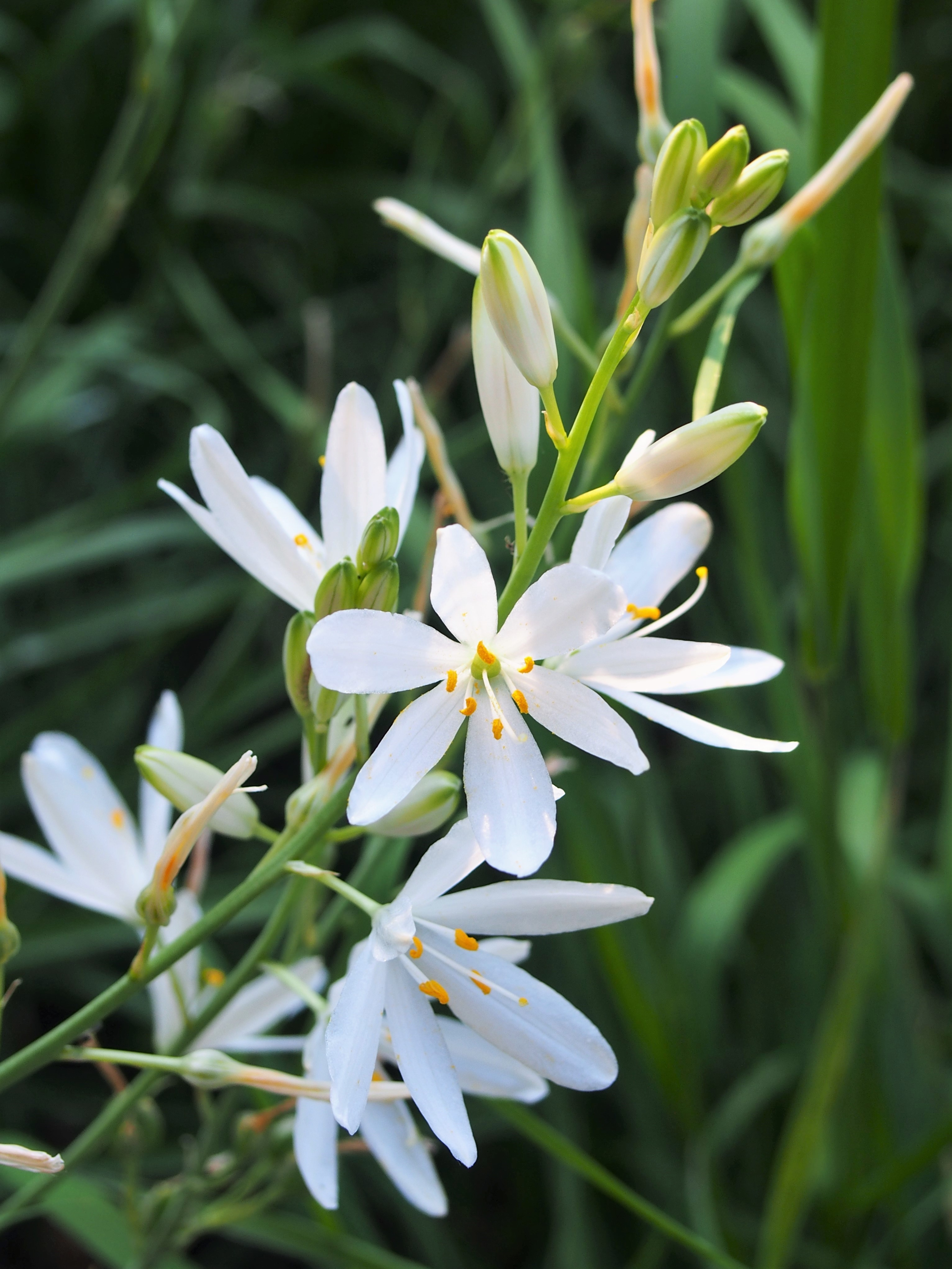
Blüten

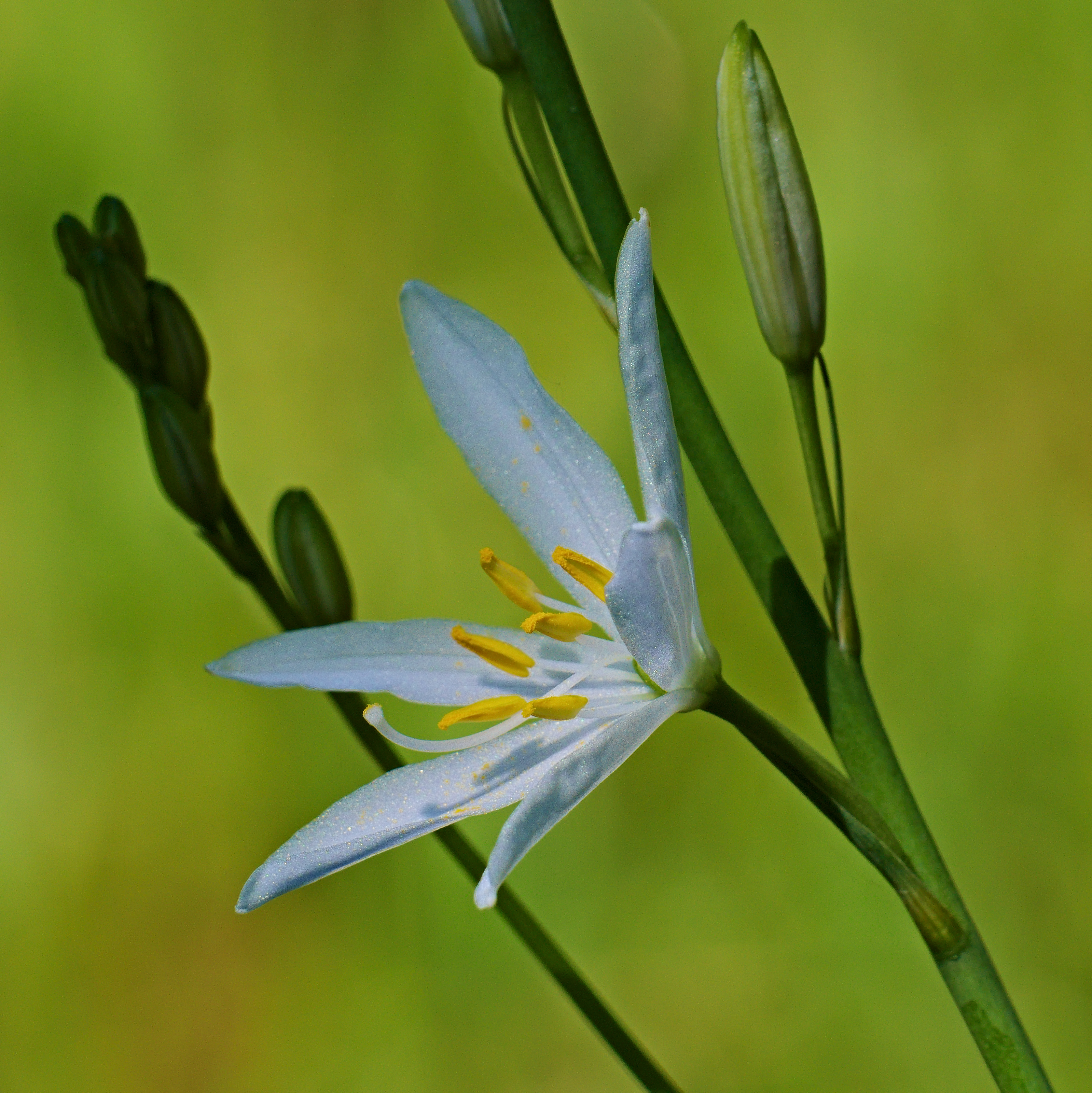
Einzelne Blüte

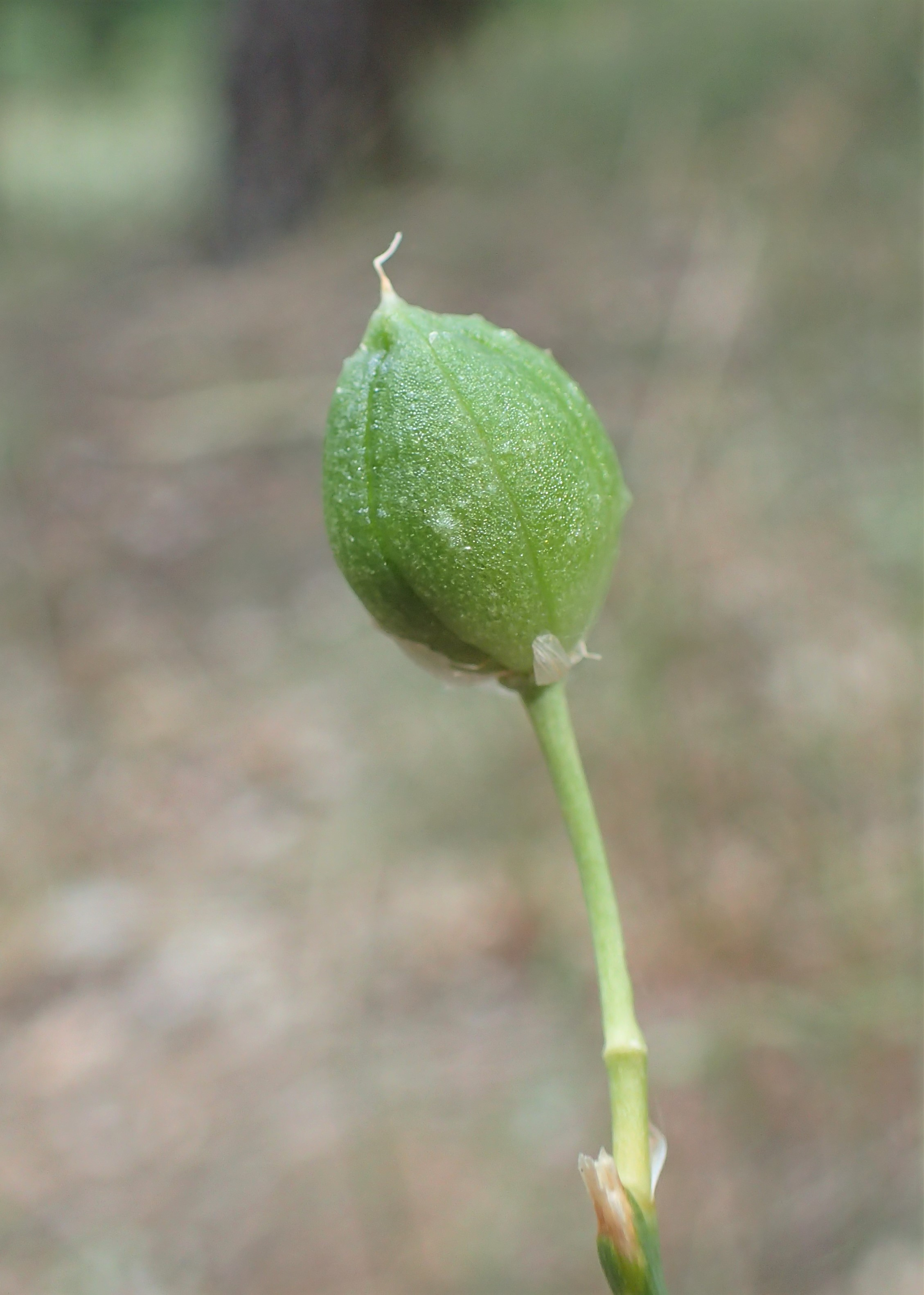
Unreife Kapselfrucht

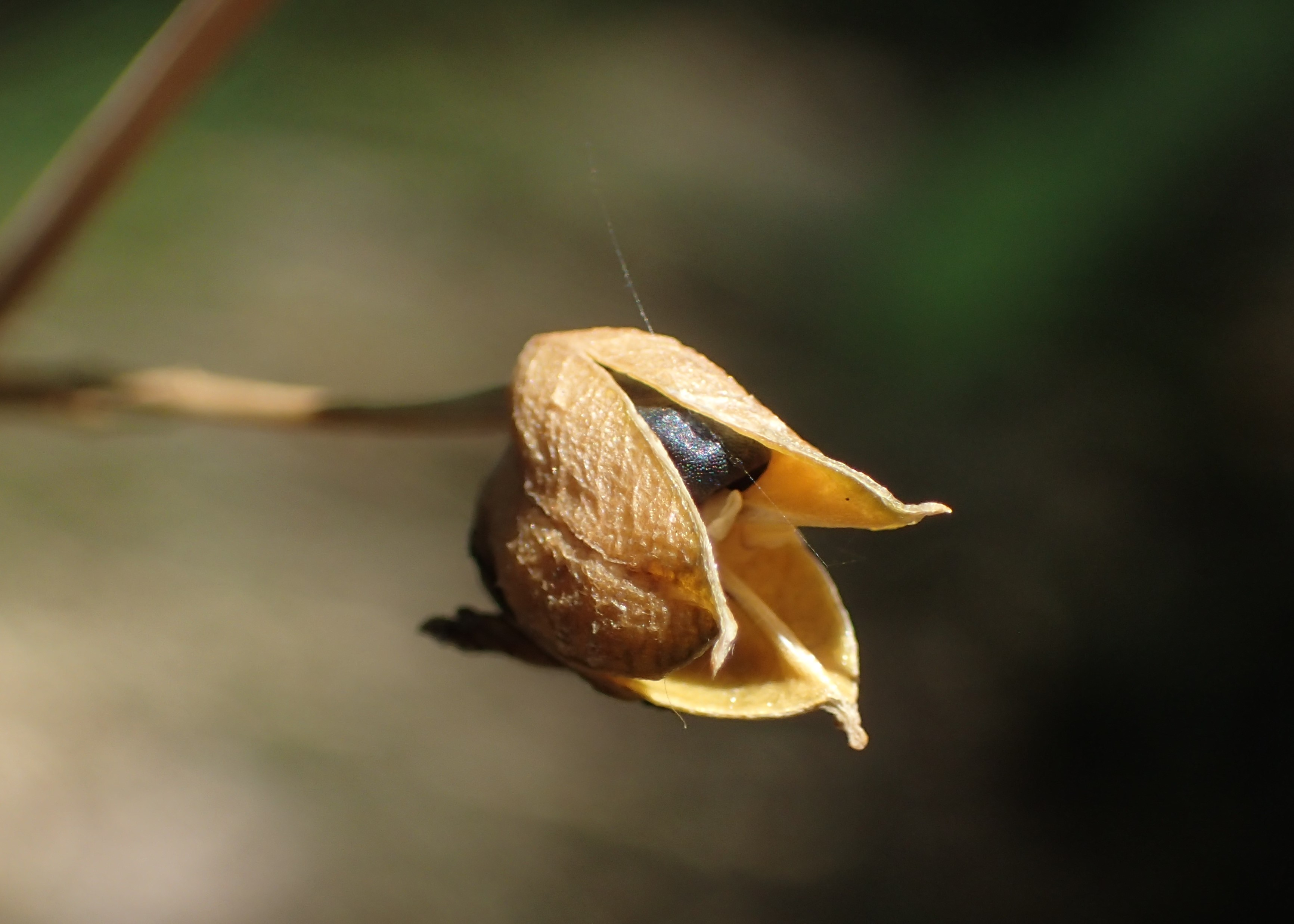
Reife, geöffnete Kapselfrucht

### Vegetative Merkmale
Die Traubige Graslilie ist eine ausdauernde, krautige Pflanze, die Wuchshöhen von 30 bis 60 cm bzw. 20 bis 80 cm erreicht. Der „Wurzelstock“ ist kurz, mit leicht fleischigen Wurzeln. Der Stängel ist aufrecht oder aufsteigend. Die in einer grundständigen Rosette angeordneten, grasartigen Laubblätter sind bei einer Breite von 3 bis 7 mm und einer Länge von bis zu 40 cm schmal-linealisch. Sie sind flach oder leicht rinnig, laufen spitz zu, sind am Grund dünnhäutig und scheidig umfassend.

### Generative Merkmale
Sechs bis zehn Blüten sind meist in einem einfachen, allseitswendigen, traubigen Blütenstand angeordnet. Selten ist der Blütenstand rispig und trägt dann an seiner Basis wenige kurze Verzweigungen. Die gegliederten Blütenstiele sind zur Zeit der Blüte 9 bis 12 mm lang. Die schmalen und häutigen Tragblätter sind kürzer als die Blütenstiele. Die zwittrigen, sternförmigen, weißen Blüten sind dreizählig. Die sechs gleich großen Perigonblätter sind 16 bis 22 mm lang. Sie sind länglich-elliptisch, dreinervig und etwa doppelt so lang wie die sechs Staubblätter, die 9 bis 13 mm lang sind. Die Blüten besitzen einen Griffel, der aufwärts gebogen und kürzer als die Perigonblätter ist.
Die eiförmige, dreifächerige, vielsamige Kapselfrucht ist 8 bis 10 mm lang. Die matt-schwarzen Samen sind 3 mm lang und besitzen einen dreieckigen Querschnitt.
Die Blütezeit reicht von Mai bis Juni bzw. bis Juli.
Die Chromosomenzahl beträgt 2n = 30, 32, 60 oder 64.

## Verwechslungsmöglichkeiten
Ähnlich zur Traubigen Graslilie ist die Rispige Graslilie (Anthericum ramosum), welche kleinere Blüten besitzt, die normalerweise in einem pyramidenförmigen, rispigen Blütenstand angeordnet sind. Die alleinige Unterscheidung an Hand des Merkmals ob ein traubiger oder ein rispiger Blütenstand vorliegt ist allerdings nicht immer eindeutig, da es bei der Traubigen Graslilie auch Varianten mit kurzen Verzweigungen im Blütenstand und es bei der Rispigen Graslilie eine Variante (Anthericum ramosum var. fallax Zabel) mit einem einfachen traubigen Blütenstand gibt. Weitere Merkmale, die man zur Unterscheidung der beiden Arten heranziehen kann, sind u. a. die relativen Längen der Staubblätter und des Griffels zur Länge der Perigonblätter, die Einheitlichkeit der Perigonblätter hinsichtlich ihrer Breite und die Form der Kapselfrüchte (vgl. die Abschnitte Generative Merkmale bei beiden Arten).

## Vorkommen
Die Traubige Graslilie kommt ursprünglich in Süd- und Mitteleuropa, Südschweden und in der Türkei vor. In den Niederlanden ist sie ausgestorben. Im europäischen Russland, auf der Krim und in der Ukraine ist sie ein Neophyt.
Die Art ist auf steinigen Hängen, in lichten Wäldern und auf Trockenrasen in Höhenlagen bis 1800 Meter zu finden. Sie ist eine Charakterart des Teucrio-Polygonatetum odorati aus dem Verband Geranion sanguinei, kommt aber auch in Gesellschaften der Verbände Xerobromion, Festucion valesiacae oder Quercion roboris vor.
Die ökologischen Zeigerwerte nach Landolt et al. 2010 sind in der Schweiz: Feuchtezahl F = 1+ (trocken), Lichtzahl L = 4 (hell), Reaktionszahl R = 3 (schwach sauer bis neutral), Temperaturzahl T = 4 (kollin), Nährstoffzahl N = 2 (nährstoffarm), Kontinentalitätszahl K = 4 (subkontinental).

## Nutzung
Die Traubige Graslilie wird selten als Zierpflanze in Stein-, Natur- und Heidgärten genutzt. Sie ist seit spätestens 1596 in Kultur. Die Sorte 'Major' ist insgesamt größer.

## Trivialnamen
Für die Traubige Graslilie sind oder waren, zum Teil nur regional, auch die Bezeichnungen Alpenlilie (Berner Oberland), Berglilie (Luzern, Bern), Erdspinnenkraut, Grassgilgeln, Grassgilgen, Sandlilie und weißer Wiederthon gebräuchlich.

## Belege